# Lebia bivittata
Lebia bivittata är en skalbaggsart som beskrevs av Fabricius. Lebia bivittata ingår i släktet Lebia och familjen jordlöpare. Inga underarter finns listade i Catalogue of Life.